# Carausius tanahrataensis
Carausius tanahrataensis är en insektsart som beskrevs av Francis Seow-Choen 2000. Carausius tanahrataensis ingår i släktet Carausius och familjen Phasmatidae. Inga underarter finns listade.